# بلور (بالا لاريجان)
بلور (بالفارسية: پلور) هي قرية تقع في إيران في قسم بالا لاریجان الريفي. يقدر عدد سكانها بـ 302 نسمة بحسب إحصاء 2016.

## معرض صور

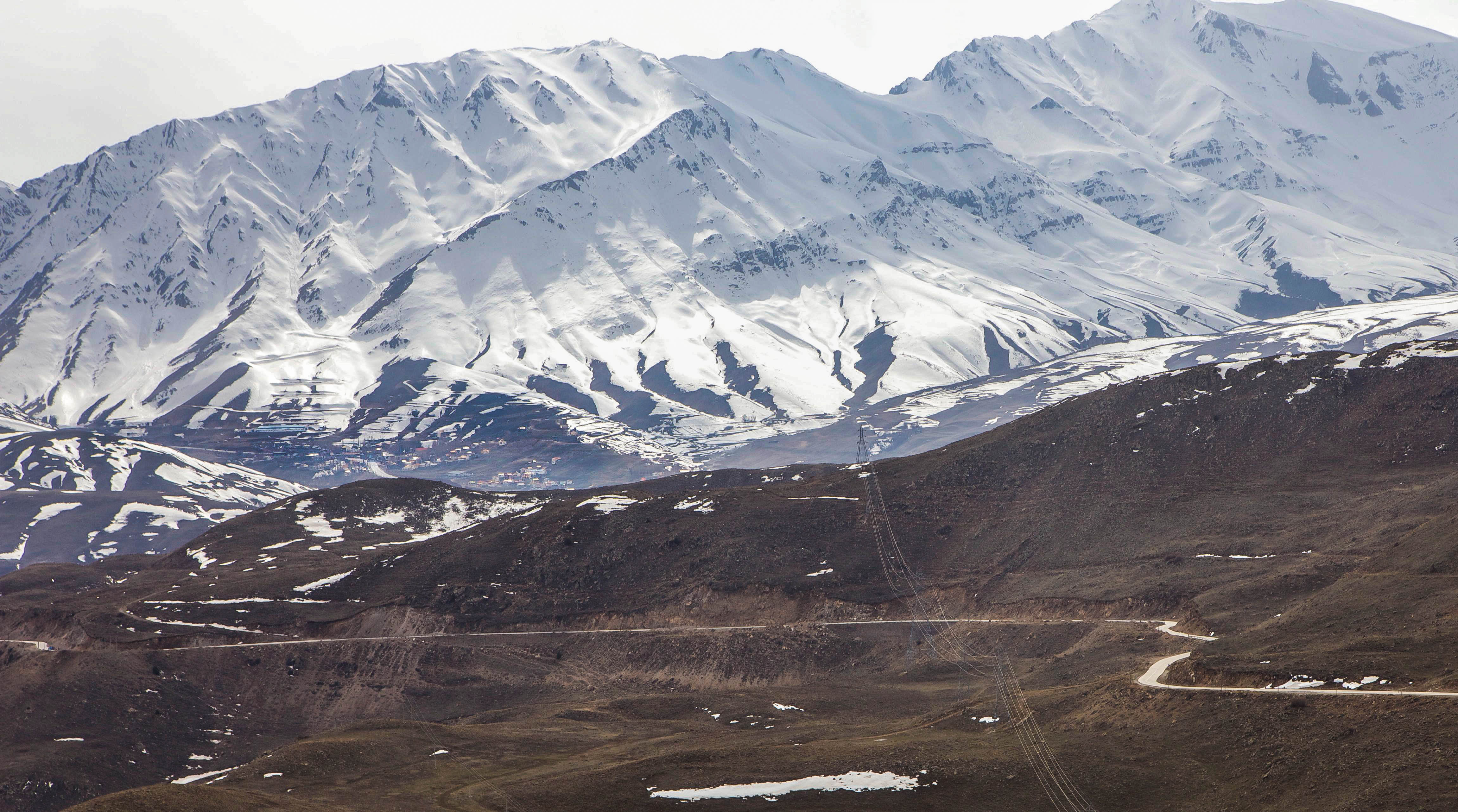
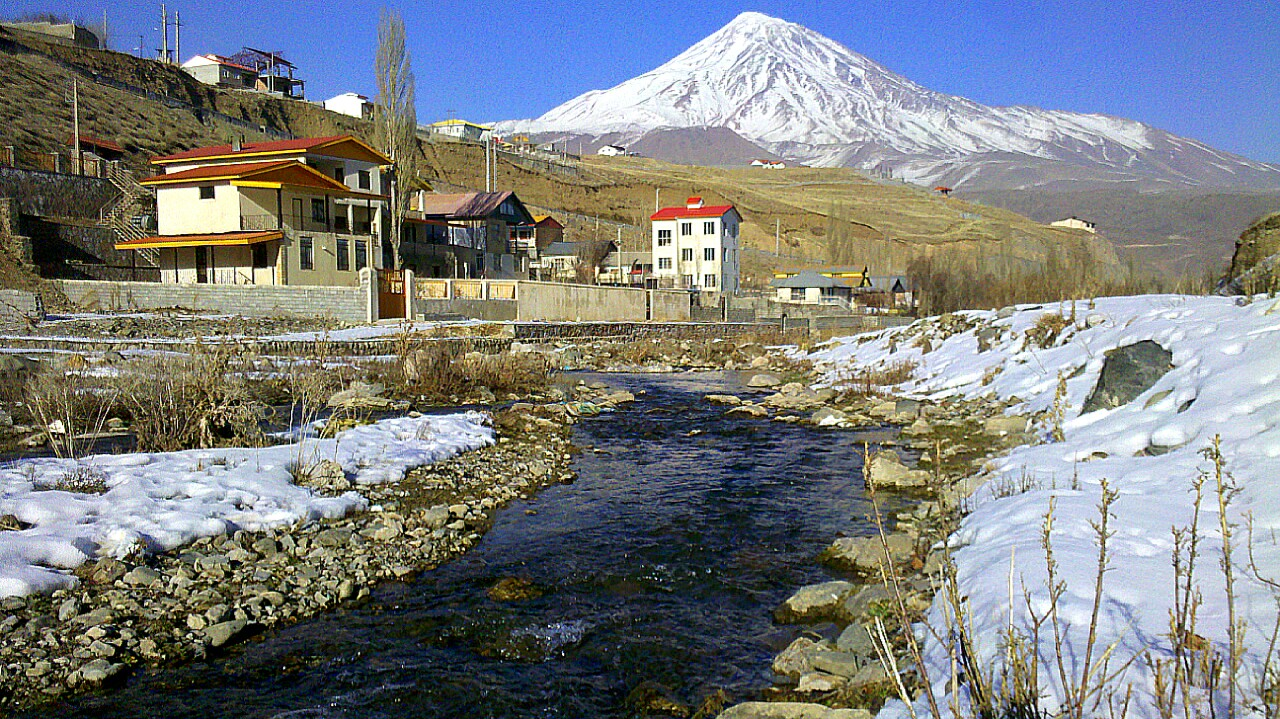
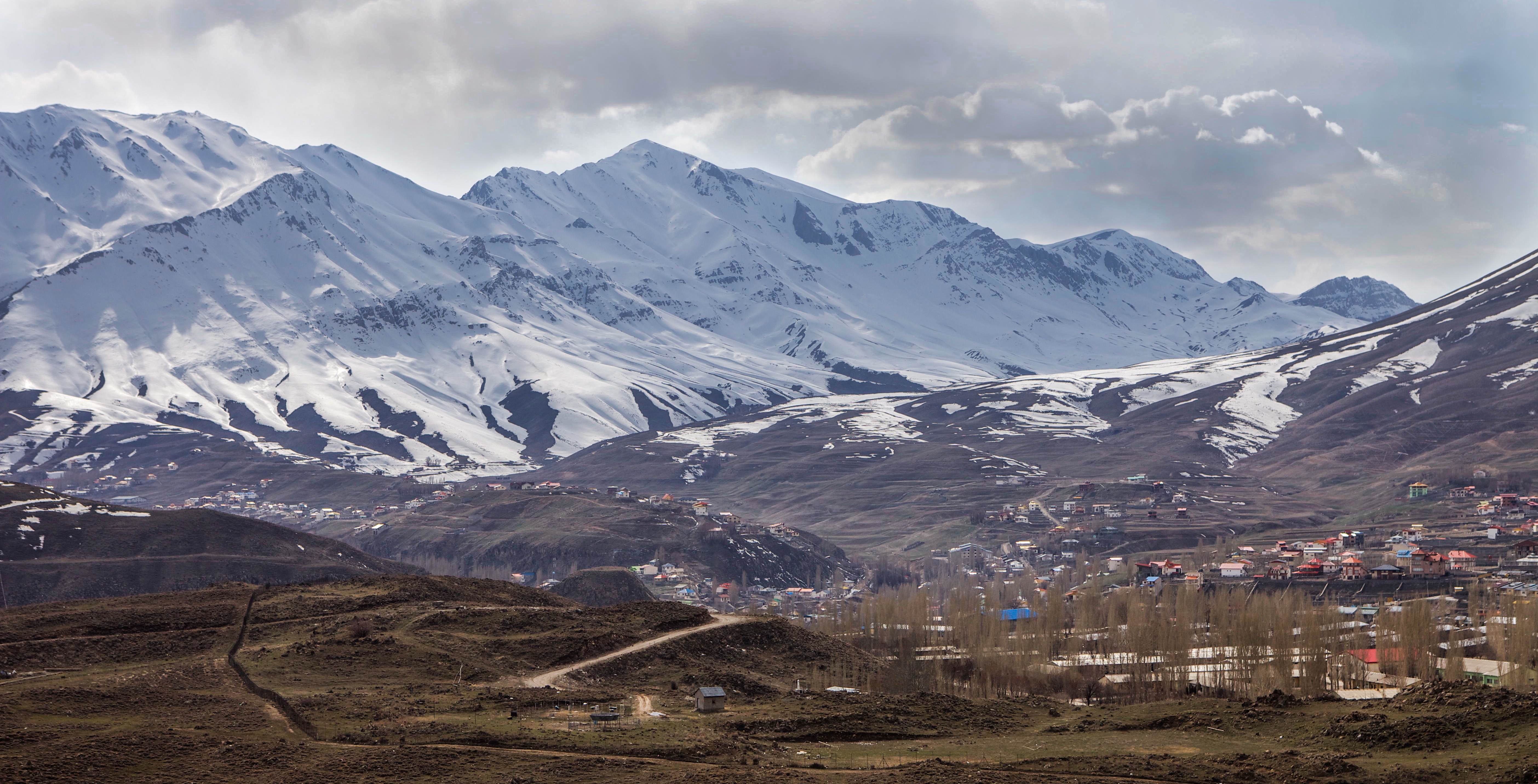
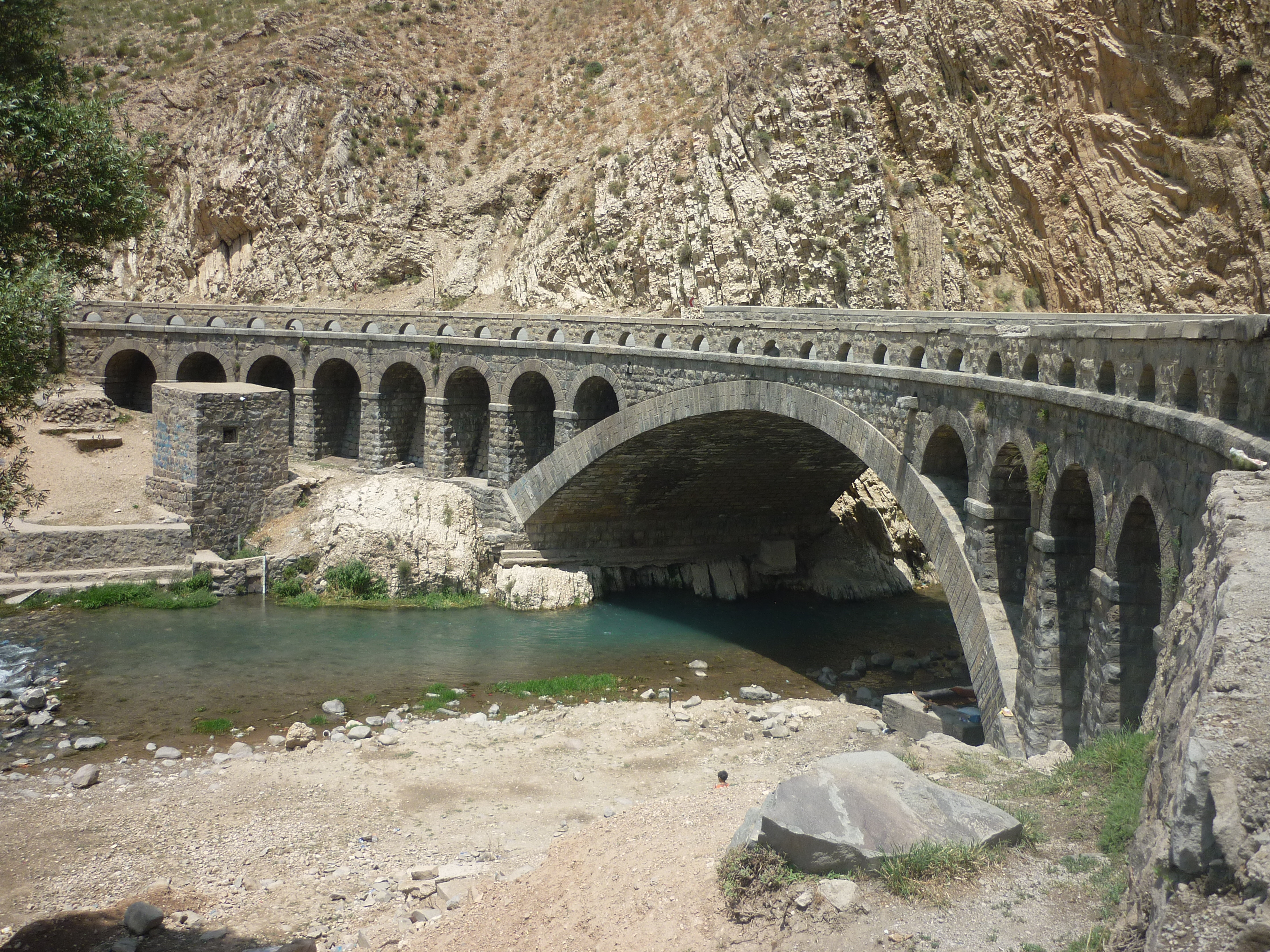